# Підлясько-Берестейська западина

Тектонічні структури Білорусі

Підлясько-Берестейська западина — велика негативна тектонічна структура Російської плити Східно-Європейської платформи на південному заході Білорусі і суміжній території Польщі.
На півночі і півдні обмежена розломами субширотного поширення Свіслоцьким і Північно-Ратнівським, за якими розташовані відповідно Білоруська антекліза та Ратнівський горст Волино-Подільської плити. Східна межа з Поліською сідловиною проведена умовно за глибиною залягання поверхні кристалічного фундаменту 500 м нижче рівня моря. На заході западина примикає до лінії Тейсейра - Торнквиста. Витягнута у субширотному напрямку на 350 км, ширина 90-130 км.
Має вигляд структурної затоки, яка центроклінально замикається на сході і відкривається на заході. Поверхня фундаменту заглиблюється від 500 до 9000 м нижче рівня моря, ускладнена розломами північно-східного напрямку і локальними малоамплітудними височинами, які проявляються у платформовому чохлі до нижнього девону включно. Заповнене піздньопротерозойськими, палеозойськими, мезозойськими і кайнозойськими відкладеннями. Основний етап формування — каледонський (ранній кембрій — ранній девон).